# Luposicya
Luposicya is een monotypisch geslacht van straalvinnige vissen uit de familie van grondels (Gobiidae). Het geslacht is voor het eerst wetenschappelijk beschreven in 1959 door Smith.

## Soort
- Luposicya lupus Smith, 1959